# Abbans-Dessous
Abbans-Dessous est une commune française située dans le département du Doubs, la région culturelle et historique de Franche-Comté et la région administrative Bourgogne-Franche-Comté.

## Urbanisme

### Typologie
Au 1er janvier 2024, Abbans-Dessous est catégorisée commune rurale à habitat dispersé, selon la nouvelle grille communale de densité à 7 niveaux définie par l'Insee en 2022.
Elle est située hors unité urbaine. Par ailleurs la commune fait partie de l'aire d'attraction de Besançon, dont elle est une commune de la couronne,. Cette aire, qui regroupe 310 communes, est catégorisée dans les aires de 200 000 à moins de 700 000 habitants,.

### Occupation des sols
L'occupation des sols de la commune, telle qu'elle ressort de la base de données européenne d’occupation biophysique des sols Corine Land Cover (CLC), est marquée par l'importance des territoires agricoles (58,3 % en 2018), une proportion identique à celle de 1990 (58,3 %). La répartition détaillée en 2018 est la suivante : 
forêts (35,9 %), prairies (32 %), terres arables (26,2 %), eaux continentales (5,8 %), zones agricoles hétérogènes (0,1 %). L'évolution de l’occupation des sols de la commune et de ses infrastructures peut être observée sur les différentes représentations cartographiques du territoire : la carte de Cassini (XVIIIe siècle), la carte d'état-major (1820-1866) et les cartes ou photos aériennes de l'IGN pour la période actuelle (1950 à aujourd'hui).

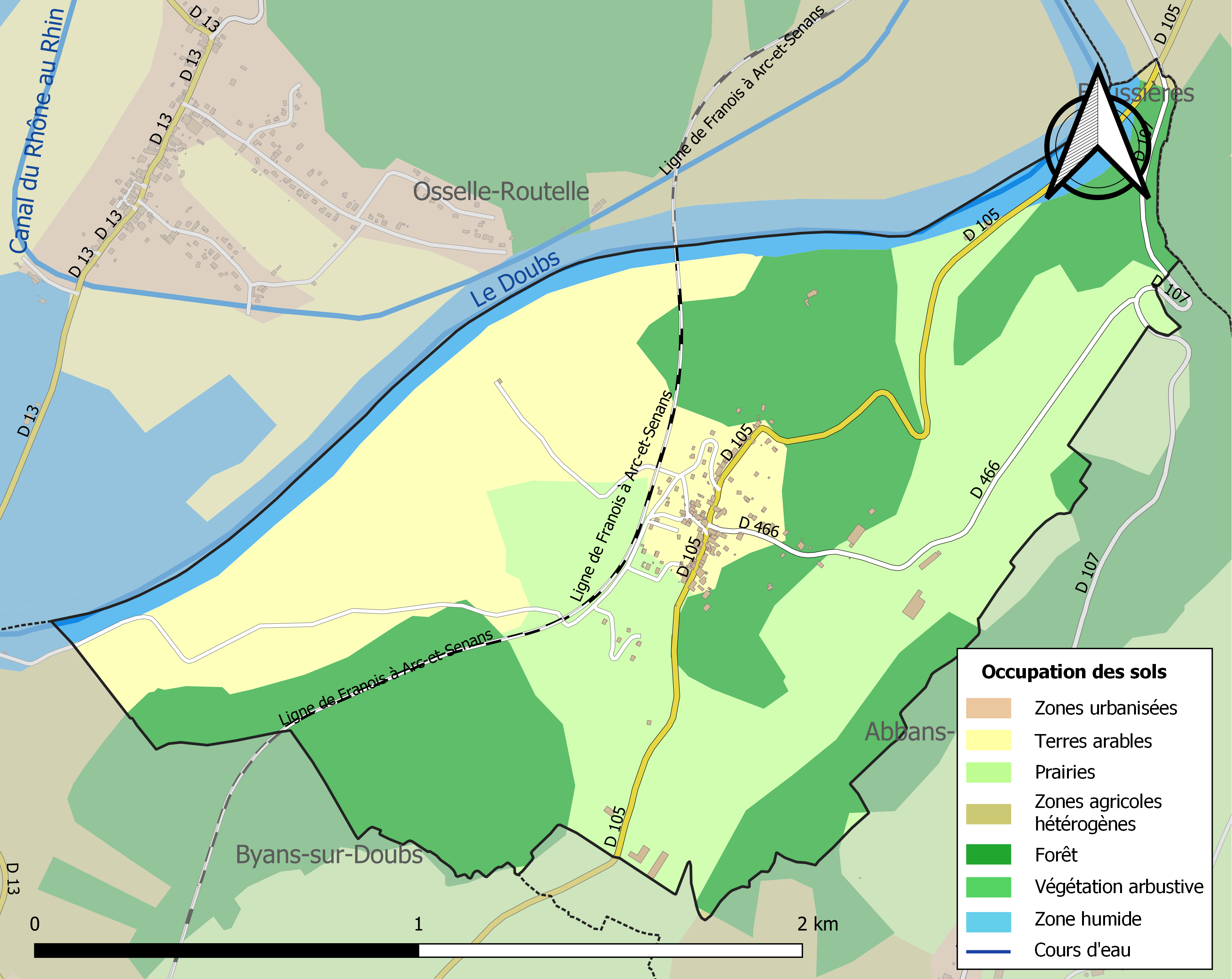
Carte des infrastructures et de l'occupation des sols de la commune en 2018 (CLC).

## Toponymie
Habens en 1148 ; Abans en 1182 ; Abbans en 1250 ; Abbans villa en 1252 ; Abens-la-Ville en 1278 ; Abbantum en 1297 ; Abbans en 1368 ; Abbans-la-Ville en 1629.

## Histoire
Du nom d'homme germanique Abbo et suffixe germanique -ing.
On ne peut dissocier l'histoire d'Abbans-Dessous, autrefois nommée Abbans-la-Ville, de celle d'Abbans-Dessus, nommée Abbans-le-Château. En bas se trouvaient l'église, entourée du cimetière, le prieuré de Lieu-Dieu, les moulins sur le Doubs ; en haut se tenaient les deux châteaux - Devant et Derrière - , précédés de leurs bourgs respectifs.
Lieu de passage, la vallée du Doubs a été fréquentée à l'époque préhistorique, mais on n'a rien découvert sur le territoire d'Abbans-Dessous qui permette d'affirmer que ce lieu fut alors habité. La première trouvaille remonte à l'époque mérovingienne, avec une sculpture d'où l'on a extrait une plaque de bronze carrée, aujourd'hui au musée de Besançon.
Mais ce n'est pas avant le XIIe siècle qu'est vraiment attesté le village d'Abbans-Dessous. En 1179, l'archevêque de Besançon, Ebrard, confirma au prieuré de Courtefontaine la possession de l'église d'Osselle avec les chapelles et cimetières d'Abbans-la-Ville et de Torpes, qu'Humbert, sieur d'Abbans, lui contestait. On sait donc qu'à cette date existait, une famille d'Abbans. À la fin du XIIIe siècle, le partage de la seigneurie d'Abbans entre les frères Richard et Guillaume d'Abbans, attribua à celui-ci le Château-Derrière et la plus grande partie d'Abbans-la-Ville. En 1370, Abbans-la-Ville arriva par mariage dans la famille de Joux. Au siècle suivant, Anne, fille de Jacques de Joux, seigneur d'Abbans, épousa Jacques Jouffroy, seigneur de Marchaux. Après le décès d'Anne, en 1511, Jacques Jouffroy se remaria avec Béatrice Merceret, de Salins: de cette union sont issus les Jouffroy d'Abbans, seigneurs du Château-Derrière et d'Abbans-la-Ville. Au XVIIIe siècle, le marquis Claude-Jean-Eugène de Jouffroy d'Abbans acquit du prince d'Isenghien la seigneurie du Château-Devant, et les deux villages d'Abbans-Dessus et d'Abbans-Dessous ne firent plus qu'une seule seigneurie.
À la sortie sud du village, le château actuel parait avoir pris la place d'une maison ancienne, à en juger par la cheminée de pierres ouvragées, qu'on peut dater du début du XVIIe siècle. Une plaque de fonte aux armoiries des Jouffroy d'Abbans porte le millésime 1752. À cette époque, les Jouffroy adjoignirent à la maison primitive un bâtiment de 2 étages.

## Politique et administration

### Liste des maires
| Période    | Période                     | Identité                                        | Étiquette | Qualité   |
| ---------- | --------------------------- | ----------------------------------------------- | --------- | --------- |
| avant 1995 | ?                           | Eugène Sion                                     |           |           |
| 2001       | 2014                        | Claude Vuaillat                                 |           |           |
| 2014       | En cours (au 1er juin 2020) | Chantal Viprey, Réélue pour le mandat 2020-2026 | SE        | Retraitée |

### Tendances politiques et résultats
Lors des élections européennes de 2019, Abbans-Dessous vote plus qu’au niveau national (62,16 % contre 50,12 %).
La liste EELV menée par Yannick Jadot et celle du Rassemblement national menée par Jordan Bardella y arrivent premières  ex æquo avec 23,21 % des suffrages.
La liste de La République en Marche menée par Nathalie Loiseau y réalise un score inférieur par rapport à son score national, avec seulement 12,50 % des voix contre 22,41 % au niveau national.
La liste de La France Insoumise, menée par Manon Aubry y obtient 9,82 % des voix, soit un score supérieur à son score national de 6,31 %.Debout la France, liste menée par Nicolas Dupont-Aignan y obtient 8,02 % des suffrages, plus qu’a l’echelle hexagonale (3,51 %).
La liste Les Républicains, menée par Francois-Xavier Bellamy y obtient 7,14 % (8,48 % au niveau national) et celle du Parti Socialiste menée par Raphaël Glucksmann  y obtient 5,36 % (6,13 % au niveau national).
Les autres partis y obtiennent moins de 5 %.
Le résultat de l'élection présidentielle de 2012 dans cette commune est le suivant :
| Candidat       | Candidat                    | Premier tour | Premier tour | Second tour | Second tour |
| Candidat       | Candidat                    | Voix         | %            | Voix        | %           |
| -------------- | --------------------------- | ------------ | ------------ | ----------- | ----------- |
|                | Eva Joly (EÉLV)             | 3            | 2,22         |             |             |
|                | Marine Le Pen (FN)          | 32           | 23,70        |             |             |
|                | Nicolas Sarkozy (UMP)       | 29           | 21,48        | 65          | 50,00       |
|                | Jean-Luc Mélenchon (FG)     | 15           | 11,11        |             |             |
|                | Philippe Poutou (NPA)       | 2            | 1,48         |             |             |
|                | Nathalie Arthaud (LO)       | 3            | 2,22         |             |             |
|                | Jacques Cheminade (SP)      | 0            | 0,00         |             |             |
|                | François Bayrou (MoDem)     | 10           | 7,41         |             |             |
|                | Nicolas Dupont-Aignan (DLR) | 3            | 2,22         |             |             |
|                | François Hollande (PS)      | 38           | 28,15        | 65          | 50,00       |
|                |                             |              |              |             |             |
| Inscrits       | Inscrits                    | 154          | 100,00       | 153         | 100,00      |
| Abstentions    | Abstentions                 | 15           | 9,74         | 16          | 10,46       |
| Votants        | Votants                     | 139          | 90,26        | 137         | 89,54       |
| Blancs et nuls | Blancs et nuls              | 4            | 2,88         | 7           | 5,11        |
| Exprimés       | Exprimés                    | 135          | 97,12        | 130         | 94,89       |

Le résultat de l'élection présidentielle de 2017 dans cette commune est le suivant :
| Candidat    | Candidat                    | Premier tour | Premier tour | Deuxième tour | Deuxième tour |  |
| Candidat    | Candidat                    | %            | Voix         | %             | Voix          |  |
| ----------- | --------------------------- | ------------ | ------------ | ------------- | ------------- |  |
|             | Nicolas Dupont-Aignan (DLF) | 6,67         | 10           |               |               |  |
|             | Marine Le Pen (FN)          | 33,33        | 50           | 47,86         | 67            |  |
|             | Emmanuel Macron (EM)        | 20,00        | 30           | 52,14         | 73            |  |
|             | Benoît Hamon (PS)           | 8,00         | 12           |               |               |  |
|             | Nathalie Arthaud (LO)       | 0,67         | 1            |               |               |  |
|             | Philippe Poutou (NPA)       | 1,33         | 2            |               |               |  |
|             | Jacques Cheminade (SP)      | 0,00         | 0            |               |               |  |
|             | Jean Lassalle (RES)         | 0,00         | 0            |               |               |  |
|             | Jean-Luc Mélenchon (LFI)    | 19,33        | 29           |               |               |  |
|             | François Asselineau (UPR)   | 0,00         | 0            |               |               |  |
|             | François Fillon (LR)        | 10,67        | 16           |               |               |  |
|             |                             |              |              |               |               |  |
| Inscrits    | Inscrits                    | 177          | 100,00       | 177           | 100,00        |  |
| Abstentions | Abstentions                 | 24           | 13,56        | 25            | 14,12         |  |
| Votants     | Votants                     | 153          | 86,44        | 152           | 85,88         |  |
| Blancs      | Blancs                      | 3            | 1,96         | 10            | 6,58          |  |
| Nuls        | Nuls                        | 0            | 0,00         | 2             | 1,32          |  |
| Exprimés    | Exprimés                    | 150          | 98,04        | 140           | 92,11         |  |

## Démographie
Les habitants sont nommés les Abbanais.
L'évolution du nombre d'habitants est connue à travers les recensements de la population effectués dans la commune depuis 1793. Pour les communes de moins de 10 000 habitants, une enquête de recensement portant sur toute la population est réalisée tous les cinq ans, les populations de référence des années intermédiaires étant quant à elles estimées par interpolation ou extrapolation. Pour la commune, le premier recensement exhaustif entrant dans le cadre du nouveau dispositif a été réalisé en 2005.

En 2022, la commune comptait 247 habitants, en évolution de −6,44 % par rapport à 2016 (Doubs : +1,88 %, France hors Mayotte : +2,11 %).
| 1793 | 1800 | 1806 | 1821 | 1831 | 1836 | 1841 | 1846 | 1851 |
| ---- | ---- | ---- | ---- | ---- | ---- | ---- | ---- | ---- |
| 229  | 233  | 238  | 225  | 219  | 226  | 212  | 211  | 199  |

| 1856 | 1861 | 1866 | 1872 | 1876 | 1881 | 1886 | 1891 | 1896 |
| ---- | ---- | ---- | ---- | ---- | ---- | ---- | ---- | ---- |
| 202  | 191  | 217  | 193  | 202  | 182  | 208  | 210  | 206  |

| 1901 | 1906 | 1911 | 1921 | 1926 | 1931 | 1936 | 1946 | 1954 |
| ---- | ---- | ---- | ---- | ---- | ---- | ---- | ---- | ---- |
| 186  | 193  | 170  | 128  | 147  | 149  | 136  | 135  | 158  |

| 1962 | 1968 | 1975 | 1982 | 1990 | 1999 | 2005 | 2006 | 2010 |
| ---- | ---- | ---- | ---- | ---- | ---- | ---- | ---- | ---- |
| 130  | 132  | 112  | 138  | 151  | 174  | 232  | 239  | 235  |

| 2015 | 2020 | 2022 | - | - | - | - | - | - |
| ---- | ---- | ---- | - | - | - | - | - | - |
| 263  | 247  | 247  | - | - | - | - | - | - |

## Culture locale et patrimoine

### Lieux et monuments
- Ancien prieuré de Lieu-Dieu[17] du début du XIIe siècle dépendant de l'abbaye de Cluny et fondé par les seigneurs d'Abbans. Il a été construit un peu avant 1140 par « Humbertus lapididus Loco Dei » sur les plans de « Milo magister operis Cluniacensis, prior de Loco Dei ». Il a été endommagé en 1636 par les troupes suédoises de Bernard de Saxe-Weimar. Il a été rétabli en 1666 par l'archevêque de Besançon Antoine-Pierre Ier de Grammont[18].
- Église du Prieuré : construite au XIIIe siècle dans un style roman, elle est restaurée au XVIIe. Elle est placée sous le vocable de l'Assomption.
- Lavoir-abreuvoir au sud du village.

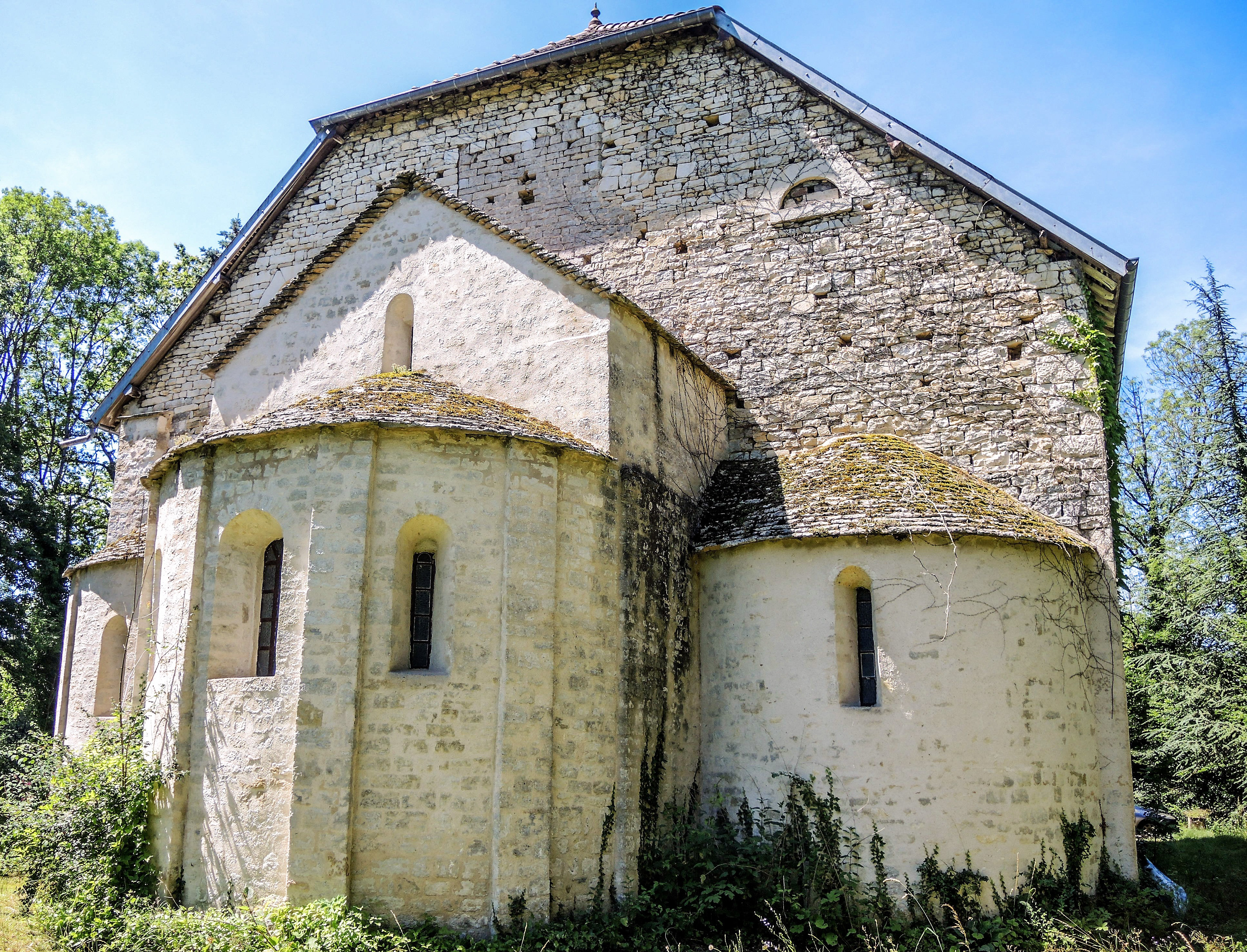
Le prieuré de Lieu-Dieu.
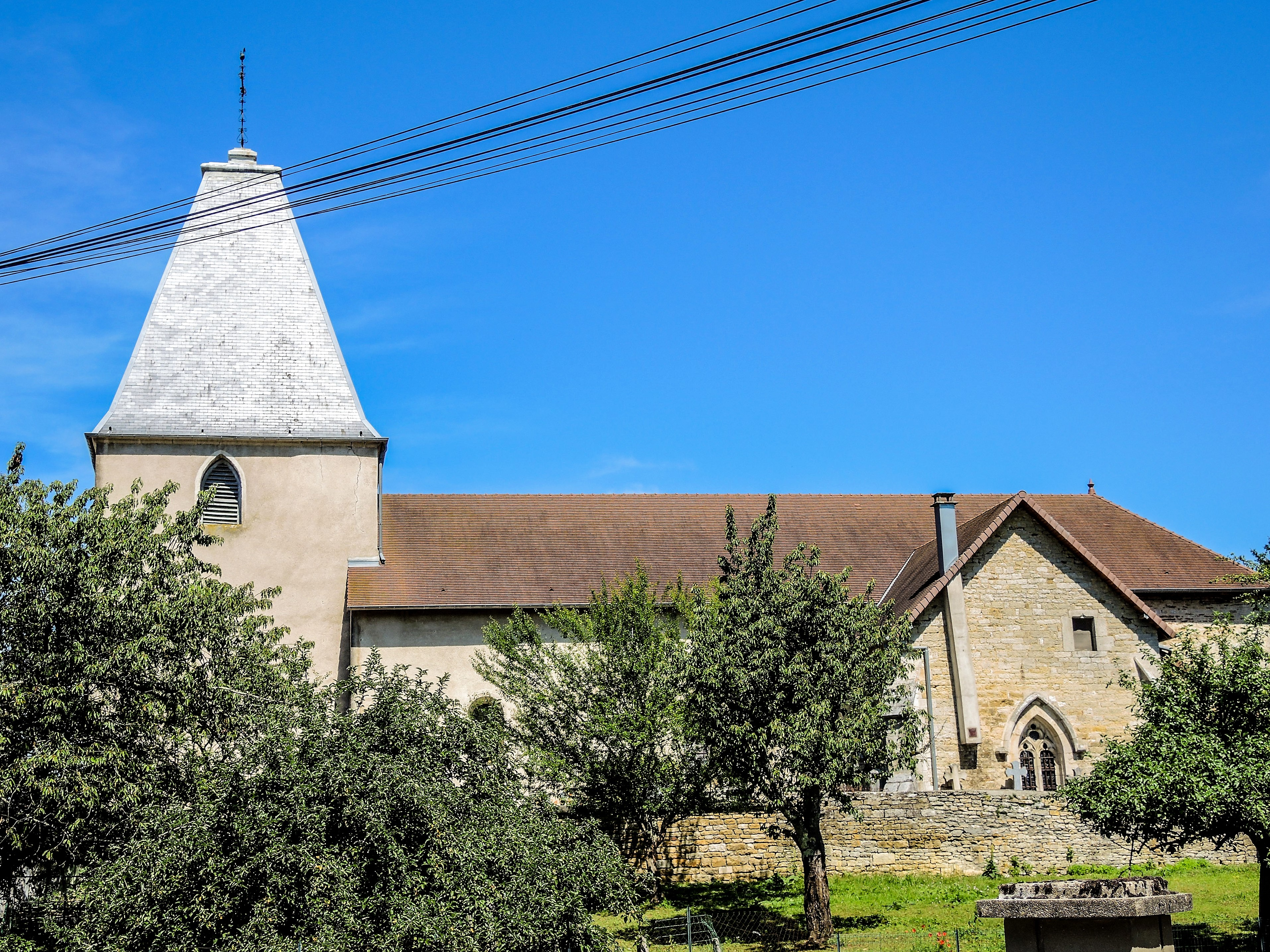
L'église.
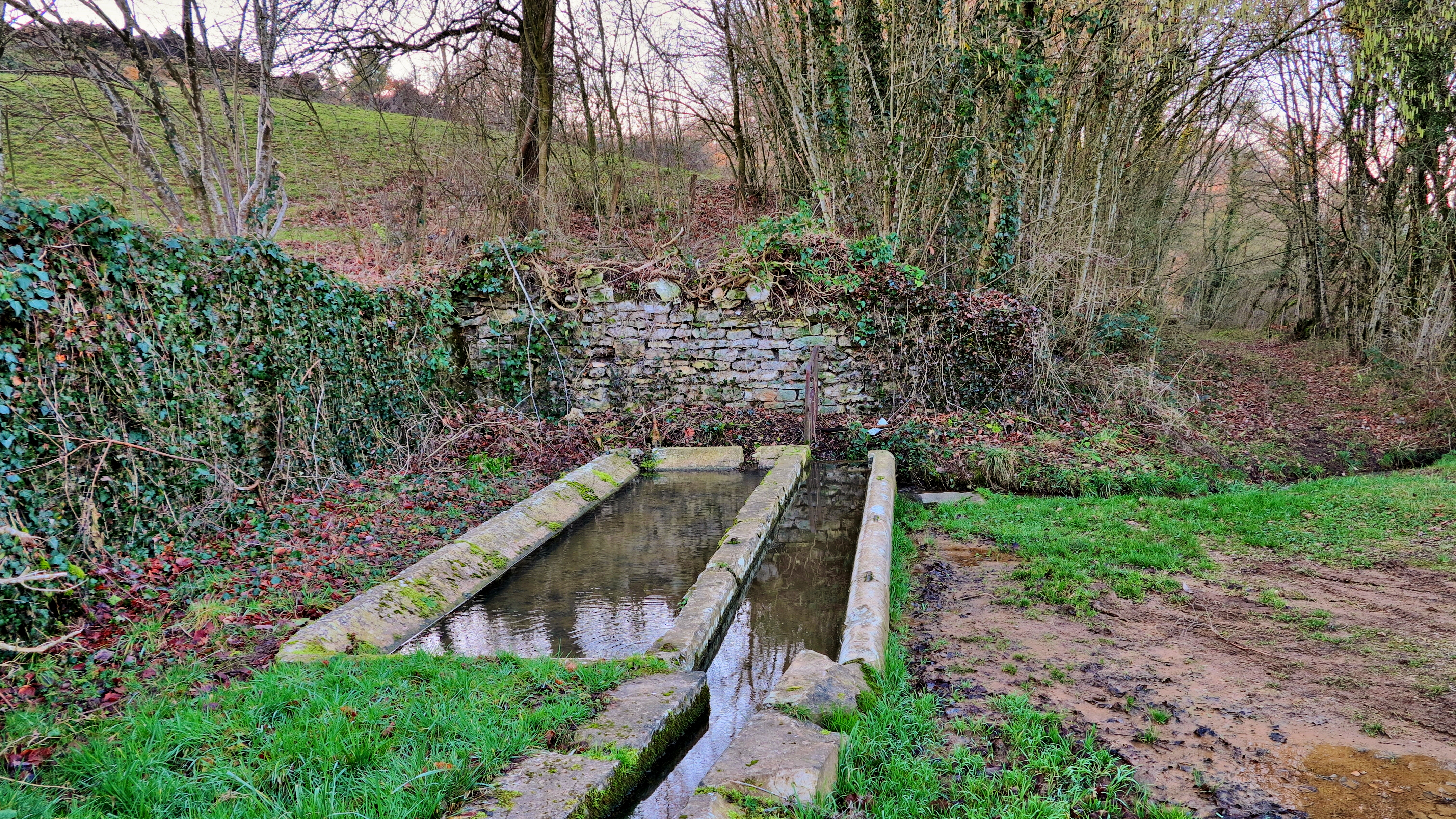
Le lavoir-abreuvoir.

### Abbans-Dessous dans les arts
Abbans-Dessous est citée (sous la forme Albans-Dessous) dans le poème d'Aragon, Le Conscrit des cent villages, écrit comme acte de Résistance intellectuelle de manière clandestine au printemps 1943, pendant la Seconde Guerre mondiale.